# Jürgen Grube
Jürgen Grube (auch: Jürgen Gruben / Domino Georgi Grube; * 1702; † 15. Februar 1776 in Uetersen) war ein deutscher Autor, königlich dänischer Kanzleirat, Regierungs- und Obergerichtsadvokat.

## Leben
Jürgen Grube war Sekretär des Uetersener Propstes und Gutsherrn der holsteinischen Güter Jersbek und Stegen, Benedikt von Ahlefeldt, und wurde später Kanzleirat und Regierungsadvokat des Herzogtums Holstein und der Herrschaft Pinneberg der Grafschaft Rantzau. Er hatte seinen Wohnsitz in Uetersen, wo er 1776 verstarb. Grube zeichnete sich als Anwalt durch Kenntnisse und strenge Gerechtigkeit aus. Er verlebte Zeiten der Muße (Otia-Mußestudien) auf Gut Jersbek und verfasste hier die Otia Jersbecensia, die Geschichte des Klosters Uetersen, eine der bedeutendsten handschriftlichen Aufzeichnungen in der Geschichte in Schleswig-Holstein. Sie galt damals jahrelang als verschollen und wurde auf Betreiben der Patriotischen Gesellschaft bei der Witwe eines der Söhne des Verfassers in Wandsbek wieder aufgefunden.